# Maison forte des Farguettes
La maison forte des Farguettes est une maison forte, située sur la commune de Crespinet, dans le département du Tarn, en région Occitanie (France), et inscrite aux monuments historiques par arrêté du 19 juillet 2006.

## Situation
La maison forte est bâtie dans un site ressemblant à celui d'Ambialet, dans un méandre du Tarn qui contourne une barre rocheuse. Les hauteurs de ce site, en bordure du plateau, n'ont curieusement pas été retenues pour l'implantation de cette demeure que l'on a préféré construire à même les pentes de la vallée. La raison de ce choix, apparemment peu stratégique, vient de la présence de très anciennes galeries dans les sous-sol du bâtiment, probablement antérieures à la construction de celui-ci, galeries qui pouvaient servir de solution de repli en cas de siège.

## Historique
La commune de Crespinet faisait autrefois partie de l'« Ambialadès », terre qui s'étendait au nord de la rivière Tarn, entre Ambialet et Monestiès. Les traces d'un lieu nommé les Farguettes n'apparaissent dans les archives qu'en 1396, associées au nom de Raymond Gasc, noble possessionné localement. C'est de cette époque que date, semble-t-il, le premier édifice aux Farguettes. Dans les documents d'archives, le bâtiment est toujours désigné par le terme de « château ». On utilisera donc indifféremment ce terme et la dénomination de « maison forte », sous laquelle le bâtiment fut classé.
Nombreuses furent les familles propriétaires du château et de la seigneurie des Farguettes. Voici les principales d'entre elles :
- La famille Gasc (ou famille de Vascon), dont la présence dans cette portion de la vallée du Tarn est très ancienne et probablement fort antérieure à la construction de la maison forte des Farguettes. On trouve dans le fonds Doat[2] un acte de 1283 par lequel Guilhem Gasc restituait à l'évêque d'Albi des décimes et droits ecclésiastiques sur le hameau de La Roque, restitution à la suite de laquelle fut levée l'excommunication que l'évêque avait prononcée contre lui. En 1328, Guilhem Gasc négocie les conditions de création de la bastide royale d'Arthès avec le roi Philippe VI de Valois par l'intermédiaire du comte Robert III d'Artois. Il abandonne certains de ses droits afin de permettre au roi de donner aux habitants d'Arthès un statut juridique avantageux[3]. Pour autant, les possessions des Gasc ne furent pas amoindries par cet abandon partiel de leurs droits. Ils n'en restèrent pas moins seigneurs d'Arthès, titre auquel ils ajoutaient ceux de seigneurs des Farguettes, de Bézelle, de Taïx, de Labastide-Vassal, etc., etc. Témoigne de l'étendue de leurs domaines un registre complet de lausimes de fiefs datées de 1434 à 1436 et enregistrées dans les hostals dedins lo fort de Fargas. Ce sont les actes les plus anciens signés dans le château même des Farguettes qui soient parvenus jusqu'à nous. On y voit notamment le seigneur Gasc attribuer à ses vassaux les tours de garde que ceux-ci devaient effectuer dans la maison forte [4]. Par ailleurs, on retrouve les Gasc associés à tous les conflits armés qui agitèrent la région. Ils luttèrent contre les Anglais et à cette occasion eurent à déplorer la destruction partielle d'un autre château qu'ils possédaient dans cette même vallée du Tarn, le château de Labastide-Vassal, à Saint-Grégoire. Ils prirent également parti pour Robert Dauphin, candidat du roi de France à l'évêché d'Albi dans la lutte qui l'opposait à Bernard de Cazilhac, candidat du chapitre de la cathédrale. La preuve de ce double engagement se trouve dans une lettre du dauphin Louis (futur roi Louis XI) adressée en 1439 à un autre Guilhem Gasc, descendant des précédents et que le Dauphin appelle son amé et feal escuyer ; dans ce document, le futur souverain reconnaît clairement les services rendus par le dit Guilhem : ''considérant les agréables services dudit Gasc dans la guerre contre les Anglais, mesme à notre très cher et amé cousin, messire Robert Dauphin, évêque d'Albi »[5]. Il semble que la lignée des Gasc s'éteignit à la fin du XVe siècle faute de descendant mâle.
- La famille de Castelnau (ou famille de châteauneuf), pour laquelle, au tout début du XVIe siècle on trouve Jean de Castelnau ou de Fargas en possession du château et de la seigneurie des Farguettes. Lui succèda son fils, Vital de Castelnau, seigneur des Farguettes, de Serviès et de Cuq, conseiller du roi, son bailli et châtelain de Lombers et du Lombersois. Enfin le frère de ce dernier, Antoine de Châteauneuf, présenta à son tour en 1540 un dénombrement pour la terre et seigneurie des Farguettes[6].
- La famille de Valéry, à travers Guilhaume de Valéry, qui, en 1543, achèta la seigneurie des Farguettes à Guilhaume de Châteauneuf[7]. Lui succèda son neveu, Pierre de Valéry, premier consul d'Albi, lequel présenta en 1558 un dénombrement pour la seigneurie en question[8]. L'année précédente était survenu un événement important pour l'histoire de la maison forte des Farguettes. À l'époque du carnaval, différents habitants de Villefranche-d'Albigeois et des Farguettes organisèrent une parodie de cérémonie religieuse dans la chapelle du château avec la complicité du prêtre du lieu. Ils firent ensuite monter une ânesse par l'escalier à vis du château jusqu'à une chambre haute. Là, ils lui lièrent les pieds, la couchèrent dans un lit, se mirent autour et firent mine de la confesser, en criant "Et paubra bestie, mourras tu sans confession? ". Ces faits parurent suffisamment graves pour que le procureur fiscal de Villefranche ouvre une enquête et auditionne les témoins de mai à juin 1557. Cet épisode qui s'inscrit dans une tradition de subversion carnavalesque, semble avoir eu une portée plus sérieuse dans un contexte de développement du protestantisme albigeois. Certains historiens le considèrent comme le premier signe avant-coureur de la Réforme dans cette partie du Tarn[9].
- La famille de Rotolp pour qui la maison forte passa par héritage de Pierre de Valéry à Jean de Rotolp, seigneur de Lescout, lieutenant principal en la judicature de Castres. Ce fut avec lui que la famille de Rotolp embrassa les idées de la Réforme protestante. Lui succèda son fils Abel de Rotolp, seigneur des Farguettes, de Lescout et de la Devèze, avocat en la chambre de l'édit et premier consul de la ville de Castres[10]. Abel résidait plus volontiers dans son château de La Devèze (à proximité de Castres), mais celui-ci ayant été ruiné par les troupes catholiques, il revint s'installer avec sa famille aux Farguettes pour lesquelles il présenta, en 1610, un dénombrement au roi Henri IV et à la reine Marguerite. Par ailleurs, protestant très actif, il fut député du Haut Languedoc aux assemblées politiques de Sainte-Foy et de Châtellerault. Dans ses Mémoires, Sully le présente comme « un homme vertueux, ennemi de toute partialité » La tradition locale prétend que le roi Henri IV l'aurait honoré de sa visite aux Farguettes afin de le remercier de ses services, et que le monarque aurait planté à cette occasion deux « ormes de la tolérance », un devant l'église catholique du village, et un autre devant la maison forte protestante. Ces deux ormes étaient encore visibles au milieu du XXe siècle. Un registre de Reconnaissances du sieur Abel de Rotolp, docteur en droit, seigneur des Farguettes et de la Devèze pour les années 1598 à 1604[11] s'ouvre par la transcription d'une lettre du roi Henri IV à Abel de Rotolp, témoignage de l'estime dans laquelle le souverain tenait le seigneur des Farguettes. Abel termina d'ailleurs sa carrière comme maître des requêtes de la Maison de Navarre. Son fils Antoine lui succèda. Avocat lui aussi, il présenta son dénombrement en 1672. Le document très détaillé[12] permet de se faire une idée exacte de l'étendue des droits attachés à la seigneurie des Farguettes (droit de moyenne et basse justice, la haute étant exercée par les officiers du roi siégeant à Valence d'Albigeois ; droit de nommer un juge, de créer deux consuls et de recevoir leur serment; droits de lods, d'acapte et d'arrière-acapte ; de chasse et de pêche, etc). Ce document nous fournit également la plus ancienne description qui nous soit parvenue du château : "dans lequel tènement est bâti mon dit château et maison seigneuriale, enfermé de tours et de fossés, ayant bassecour, salles, chambres, cuisine, cave, tinal, écurie, galeries, prison, consistant en une sétérée et le surplus de ladite contenance est en un bâtiment qui sert de grand tinal et de grenier à blé et de grange à foin, et une esplanade qui est au-devant l'entrée dudit château".

Il semble que la famille Rotolp ait vécu aux Farguettes pendant tout le premier tiers du XVIIe siècle, le temps que le château de la Devèze fût rendu à nouveau habitable. Il y avait là autour d'Isabeau de Terson (la veuve d'Abel) une grande partie de ses dix enfants dont Antoine que nous avons vu et Magdelaine mariée à David de Berne. Les bâtiments furent-ils jugés trop petits pour tout ce monde ou des dissensions éclatèrent-elles entre les membres de cette famille ? En tout cas, le jeune couple formé par Magdelaine et son mari David confia en 1633 à maître Jean Rouch, maçon de Comps en Rouergue, la construction d'un nouveau château sur le plateau, à deux ou trois kilomètres des Farguettes. Ce nouvel édifice appelé château de la Gautherie sera installé sur un tènement de terres non nobles et dépourvues de tout droit seigneurial. Après le départ du couple, le reste de la famille ne tarda sans doute pas à quitter les Farguettes pour se replier sur Castres et ses environs (hôtel particulier dans le centre de Castres et château de la Devèze dans les environs) si bien que dans la seconde moitié du XVIIe siècle la maison forte des Farguettes fut surtout habitée par une famille de brassiers qui en assura l'entretien. Il faut dire que Castres offrait à la famille de Rotolp une vie sociale et intellectuelle plus attrayante que celle, bien sauvage, de la vallée du Tarn. C'était l'époque brillante de l'Académie protestante de Castres. Samuel de Rotolp, seigneur de Lempaut, un des fils d'Antoine, échangeait des madrigaux avec sa cousine, la poétesse Suzon de Terson. La beauté de Marie, une autre fille d'Antoine, fut chantée par Jacques Roudil dans un rondeau "Per Marion de la Devese de Castros sur son serment ourdinari". Les deux beaux-frères d'Antoine de Rotolp, Jean et Jacques d'Espérandieu, étaient de fins lettrés. Le premier rédigea une relation de son voyage à Florence et écrivit une Ode prophétique sur la naissance du prince de Toscane ainsi que des Stances amoureuses à Cassandre, le second traduisit La Pucelle  de Jean Chapelain en vers latin et se plaisait à traiter de questions philosophiques qu'il exposait dans les séances de l'académie. Dans de telles conditions, la maison forte des Farguettes n'était plus pour ses seigneurs lettrés que le centre lointain d'un domaine agricole (produisant certes un vin réputé consommé largement en dehors de la région, puisqu'on le retrouvait servi à Versailles) et le siège d'une seigneurie à laquelle la famille restait malgré tout attachée comme preuve de l'ancienneté de sa noblesse.
La révocation de l'Edit de Nantes en 1685 renforça encore l'abandon des Farguettes. Le petit fils d'Antoine, Abel IV de Rotolp, qui aurait dû reprendre le titre de seigneur des Farguettes exerçait la fonction de pasteur dans l'église réformée. Il dut fuir en Hollande où il s'installa définitivement. Nommé pasteur à La Haye, il publia une Apologie des réfugiés ainsi que plusieurs sermons. Et ce fut finalement son frère Louis, resté en France, qui hérita de la maison forte. Louis avait épousé Marie Marguerite de Ligonier, sœur de Jean Louis de Ligonier, petit noble protestant de la région de Castres qui avait dû fuir la France à la fin du XVIIe siècle. Il s'était engagé dans les troupes du roi d'Angleterre et avait gravi tous les échelons militaires jusqu'au grade de Field-maréchal, commandant en chef des troupes d'Angleterre. Il mourut chargés d'honneurs et de titres de noblesse octroyés par le souverain anglais. Le peintre Reynolds fit son portrait. On a conservé les lettres que ce grand militaire faisait tenir à sa sœur Marie Marguerite, épouse du seigneur des Farguettes.
Enfin, dernier acte de la période Rotolp, la maison forte passa en 1748 à la fille de Louis, Louise de Rotolp qui, en l'absence des membres mâles de la famille partis en exil, concentrait sur sa tête l'essentiel des titres et des biens de la famille: elle était seigneuresse de Lempaut, Saint-Germain, Auxillon, Hautpoul et Hautpoulois, co-seigneuresse de Mazamet et autres lieux. Elle avait épousé Louis-Godefoy de Falguerolles, seigneur de Gandels, Roumens, Burlats et autres lieux. Les propriétés des deux époux étant concentrées dans la région de Castres, la charge d'un domaine aussi éloigné que celui des Farguettes apparut vite comme trop pesante et les déplacements pour venir régler les problèmes d'un tel domaine trop contraignants. En 1751, le château et la seigneurie des Farguettes furent donc vendus 44 000 livres payables en quatre fois à Mme de David, propriétaire du château de la Gautherie et dont le mari, mousquetaire du roi, descendait du couple formé par Magdelaine de Rotolp et David de Berne.
- Le passage dans la famille Cammas se fit dix jours après l'achat de l'ensemble, lorsque Mme de David organisa une vente aux enchères dans son château de la Gautherie pour se séparer du château des Farguettes et d'une partie du domaine ; mais elle garda pour elle l'intégralité des droits seigneuriaux. Cette opération visait à faire sortir le château de la Gautherie de la mouvance de celui des Farguettes. Pour bien marquer le renversement du rapport de force entre les deux châteaux, le nouvel acquéreur devrait à Mme de David l'hommage symbolique d'une paire d'éperons de fer tous les vingt-neuf ans[17]. Ce fut le prêtre du village, le vicaire François Cammas, qui emporta l'enchère le 1er août 1751 pour la somme de 3000 livres. La somme peut paraître bien faible, mais le château, abandonné par les Rotolp depuis près d'un siècle, était en fort mauvais état. François Cammas dans un mémoire[18] parle de lui comme d'une "vieille bâtisse prête à s'engloutir" » Dans le même mémoire, il explique également qu'il dut faire 12 000 livres de travaux pour le remettre en état. Outre le montant important des travaux à effectuer d'urgence, le fait de se retrouver avec une bâtisse dépouillée de tous ses droits seigneuriaux n'était pas pour satisfaire l'ambition sociale de messire François Cammas. Il chercha donc à compenser en achetant des droits seigneuriaux dans toute cette partie de la vallée du Tarn entre Albi et les limites actuelles du département de l'Aveyron (consulats de Marssal, de Saint-Julien de Pradoux, de Saint-Cirgue, de Courris, etc. etc.). Peu représentatif du prêtre de campagne souvent misérable à cette époque et dans cette partie du Tarn que l'on appelle le Ségala, il consacra à ces achats plusieurs milliers de livres, et peut-être même dizaines de milliers de livres, afin de pouvoir se titrer "seigneur de..., résidant en son château de Farguettes". Mais si l'abbé Cammas voulait jouer au seigneur, il n'en connaissait pas les règles. C'est ainsi qu'il oublia, en 1769, de présenter au roi son hommage et serment de fidélité comme devaient le faire tous les tenanciers de terres nobles et de fiefs, et il ne dut d'échapper à une saisie féodale qu'à l'intervention de son frère, notaire royal, avocat au Parlement et juge de la seigneurie des Farguettes qui vivait avec lui au château. Malgré ces petits accrocs, la famille Cammas, avec une telle surface sociale au niveau local, pouvait espérer accéder à la noblesse en une ou deux générations.

La mort prématurée du frère et le déclenchement de la Révolution Française sonnèrent le glas des espérances familiales. Surcroit de malheur pour François Cammas, Mme de David en 1774 lui avait intenté un procès pour obtenir l'annulation de la vente du château et du domaine en arguant du fait qu'elle était mineure au moment de la dite vente, qu'on lui avait forcé la main pour vendre et que le prix payé était dérisoire. Il ne semble pas que sa demande ait abouti, mais elle ne fit qu'ajouter un souci judiciaire de plus au malheureux prêtre qui croulait déjà sous les procès qu'il avait dû intenter à divers particuliers afin de faire respecter ses droits seigneuriaux. Lorsque survint la révolution, le vicaire Cammas se répandit en propos anti-révolutionnaires au point que les autorités du district demandèrent à la municipalité de Crespinet de ramener ce prêtre à la raison. François Cammas mourut deux ou trois jours après avoir appris l'exécution de Louis XVI. Son neveu Jacques Alexandre Cammas lui succéda. En pleine tourmente révolutionnaire, il épousa Sophie de Matha, fille d'Antoine de Matha, ancien capitoul de Toulouse et surtout descendante, selon la tradition familiale, de Saint Jean de Matha, fondateur de l'ordre des Trinitaires. Fidèle à ses convictions, le couple cacha au château des Farguettes un prêtre évadé, l'abbé Gabriel de Lapanouse. Ils furent dénoncés et le 13 pluviôse an VI (1er février 1798), deux colonnes mobiles partirent d'Albi pour venir arrêter l'abbé Gabriel. L'ordre de mise en marche comportait la précision suivante : « L'officier qui commandera la totalité du détachement prendra ses mesures de manières que tous ces endroits soient cernés à la fois et que tous les ports de la rivière soient gardés au moins par deux hommes. Il observera que le château de Farguettes est rempli de souterrains très considérables; il confiera le soin des recherches dans cette partie au citoyen Bigorre qui les connaît parfaitement. ». Une servante du château, sans doute à l'origine de la dénonciation, fit coucher le chien de garde dans son lit afin qu'il ne donnât pas l'éveil quand les troupes arriveraient. L'arrestation fut mouvementée, car tous les voisins étaient venus défendre leur abbé. Celui-ci fut finalement arrêté, embarqué sur un bateau qui fut coulé par les Anglais dans les eaux de la Gironde. Sauvé, transféré sur un autre bateau et conduit au bagne de Cayenne, il y mourut l'année suivante. Est-ce à cette occasion que les armoiries au-dessus du portail d'entrée furent martelées ou au cours d'un autre épisode de la Révolution? Ce fut le dernier événement important qui survint dans la maison forte des Farguettes. Elle resta la possession de la famille Cammas jusqu'à Victor-Alexandre Cammas qui, en 1877, la légua à son neveu, maître Baptiste Auguste Georges de Lapanouse, notaire à Albi. La famille de Lapanouse la conserva jusqu'en 1907. Après cette date, la maison forte, réduite à l'état de ferme délabrée, passa entre diverses mains. C'est dans ce triste état que l'écrivain occitan Andrieu Jacques Boussac la connut en 1935. Il y situa une des scènes de son roman La Fabrica.
Depuis quelques années, d'importants travaux de restauration ont été entrepris pour tenter de redonner à ce bâtiment son aspect d'origine. Ils lui ont valu le label « Fondation du Patrimoine » et ensuite l'inscription au titre de monument historique par arrêté du 19 juillet 2006. Tous les terrains qui entourent la maison forte ont également été classés afin de préserver un ensemble qui est apparu comme remarquablement authentique à la commission des Monuments Historiques.

## Description
À l'écart des grandes routes, l'habitation est austère, mais ne manque pas de noblesse avec ses trois tours rondes et son donjon carré arasé à la hauteur du reste des bâtiments. Elle a été conservée dans un état proche de ce qu'elle était lors de sa conception avec ses fenêtres à meneaux, ses archères, ses meurtrières et ses cheminées gothiques. Les bâtiments sont répartis autour d'une petite cour rectangulaire. L'entrée se fait par un porche dont les voussoirs sont à crossettes et dont la clef de voûte comporte un blason tenu par deux anges ailés, blason malheureusement abîmé à la Révolution. Il est surmonté d'une bretèche, petite avancée en encorbellement, et protégé par une tour percée d'archères donnant sur la porte. Deux autres tours complètent le système défensif, une à l'autre extrémité du bâtiment et une au centre avec l'escalier à vis desservant toutes les pièces du château.
Dans la cour, une porte à encadrement plus ouvragé de style Renaissance donne sur l'escalier à vis. Le rez-de-chaussée n'est occupé que par des pièces de service et l'étage est dévolu à l'habitation. Une galerie et une loggia complètent l'étage sur deux côtés de la cour : elles permettaient de faire le tour du bâtiment tout en restant à l'abri.
Un réseau de souterrains démarre sous la maison. Ils ont été répertoriés par Francis Funk sous le n°I.32.073.1. Il semble qu'ils présentent des caractéristiques uniques dans l'ensemble des souterrains du Ségala. H. Prat et L. Malet soulignent à quel point ces galeries sont curieuses et plus curieux encore le rapport qu'elles entretiennent avec le château. Leur fonction originelle reste une énigme, sachant que l'explication des mines de fer (d'où viendrait le nom de Farguettes : petites forges) semble peu plausible aux auteurs, car aucune trace de ce minerai n'a été retrouvée sur les lieux.